# Панахов, Мазахир Мухаммед оглы
Мазахир Мухаммед оглы Панахов (азерб. Məzahir Məhəmməd oğlu Pənahov; род. 13 марта 1951, Караханлы, Товузский район) — азербайджанский государственный деятель. Председатель Центральной избирательной комиссии Азербайджана (с 2000).

## Биография
Мазахир Панахов родился 13 марта 1951 года в селе Караханлы Товузского района.
В 1972 году с отличием окончил физический факультет Бакинского государственного университета. В 1973—1976 годы учился в аспирантуре Физико-технического института имени А. Ф. Иоффе (Санкт-Петербург).
В 1977 году стал старшем преподавателем, в 1988 году — доцентом кафедры физики полупроводников Бакинского государственного университета. В 1979 году защитил кандидатскую диссертацию.
В 1982—1983 годах проводил исследования в Институте науки и технологий Манчестерского университета (Великобритания).
С 1991 года является доцентом кафедры общей физики и методов преподавания физики БГУ. С 1996 года по 8 апреля 2022 года являлся заведующим данной кафедрой.
В 1992 году стал доктором физико-математических наук.
В 1993 году получил ученое звание профессора.
19 мая 2000 года избран членом Центральной избирательной комиссии Азербайджана.
Председатель Центральной избирательной комиссии Азербайджана (с 19 мая 2000). 24 февраля 2011 года, 15 апреля 2016 года, 27 апреля 2021 года переизбирался на должность председателя ЦИК Азербайджана.

## Награды
- Орден «Честь» (30 марта 2021 года) — за многолетнюю плодотворную деятельность в общественно-политической жизни Азербайджанской Республики[9][10]
- Орден «Слава» (14 марта 2011 года) — за активное участие в общественно-политической жизни Азербайджанской Республики[11][12]
- Юбилейная медаль «МПА СНГ. 30 лет» (16 ноября 2023 года, Межпарламентская ассамблея СНГ) — за заслуги в деле развития и укрепления парламентаризма, за вклад в развитие и совершенствование правовых основ функционирования Содружества Независимых Государств, укрепление международных связей и межпарламентского сотрудничества[13]